# Jack Sanborn
Jack Sanborn (* 29. Juli 2000 in Lake Zurich, Illinois) ist ein US-amerikanischer American-Football-Spieler auf der Position des Linebackers. Er spielt aktuell für die Dallas Cowboys in der National Football League (NFL).

## Frühe Jahre
Sanborn wuchs in Deer Park, Illinois, auf. Sein Vater Paul starb, als er vier Jahre alt war. Er ging auf die Highschool in seiner Geburtsstadt Lake Zurich, Illinois. Von 2018 bis 2021 besuchte er die University of Wisconsin-Madison. 2020 erzielte er für das Collegefootballteam 52 Tackles, einen Sack und eine Interception. In seinem letzten Jahr auf dem College erzielte er 91 Tackles und fünf Sacks. Nach der Saison wurde er in das First-Team All-Big-Ten gewählt.

## NFL
Nachdem Sanborn im NFL Draft 2022 nicht ausgewählt worden war, schloss er sich am 6. Mai 2022 den Chicago Bears an. Am 31. Oktober 2022 wurde Roquan Smith, der eigentliche Stammspieler auf der Position des Linebackers der Bears, zu den Baltimore Ravens getradet. Sanborn wurde daraufhin zum Starting Linebacker bei den Bears ernannt. In seinem ersten NFL-Spiel als Starter am 13. November 2022 gegen die Detroit Lions erzielte er 12 Tackles und 2 Sacks bei der 30:31-Niederlage. Am 18. Dezember 2022, im Spiel gegen die Philadelphia Eagles, erlitt Sanborn eine Knöchelverletzung, welche dafür sorgte, dass er die Saison vorzeitig beenden musste; Sanborn wurde am 20. Dezember 2022 auf die Injured Reserve List gesetzt. Pro Football Focus (PFF) wählte Sanborn in das 2022er All-Rookie-Team.
Im März 2025 nahmen die Dallas Cowboys Sanborn für ein Jahr unter Vertrag.

## Persönliches
Jack Sanborns Vater spielte als Offensive Lineman für die University of Oregon. Sein Bruder Bryan spielt ebenfalls als Linebacker für die University of Wisconsin.